# 迪奧羅 (馬里)
迪奧羅（法語：Dioro），是馬里的城鎮，位於該國中部，由塞古區的塞古省負責管轄，處於塞古東北面57公里的塞內加爾河右岸，面積586平方公里，2009年人口47,876，人口密度每平方公里82人。